# Lee Joon
Lee Chang Sun (em coreano: 이창선; Hanja: 李昌宣, nascido em 7 de fevereiro de 1988), mais conhecido pelo seu nome artístico Lee Joon (em coreano: 이준; Hanja: 李準) ex membro do grupo coreano MBLAQ. Lee é um cantor, dançarino, ator e modelo sul-coreano.
Segue em diante com sua carreira de ator.

## Filmografia

### Filmes
| Ano       | Título           | Personagem          | Notas            |
| --------- | ---------------- | ------------------- | ---------------- |
| 2009      | Ninja Assassin   | Raizo (adolescente) |                  |
| 2011 2013 | Gnomeu e Julieta | Gnomeo              | Dublagem coreana |
| 2011 2013 | Rough Play       | Young Min-joo       |                  |

### Aparições em vídeos musicais
| Ano  | Canção                                         | Artista     |
| ---- | ---------------------------------------------- | ----------- |
| 2010 | "Going Crazy"                                  | Kan Mi-youn |
| 2011 | "가슴이 뛴다 (My Heart is Beating)"            | K.Will      |
| 2011 | "입이 떨어지지 않아서 (Can't Open Up My Lips)" | K.Will      |
| 2011 | "Bubble Pop!"                                  | Hyuna       |
| 2014 | "Singing Got Better"                           | Ailee       |

### Dramas
| Ano    | Título                         | Papel         | Notas          |
| ------ | ------------------------------ | ------------- | -------------- |
| 2011   | Jungle Fish 2                  | Ahn Ba Woo    | Cinderella Man |
| 2013   |                                |               |                |
| Iris 2 | Yoon Shi Hyuk                  |               |                |
| 2014   | Gap-dong                       | Ryu Tae Oh    |                |
| 2014   | Mr. Back                       | Choi Dae-han  |                |
| 2015   | Pinocchio                      | Fama          | Participação   |
| 2015   | Heard It Through the Grapevine | Han In-sang   |                |
| 2016   | Vampire Detective              | Yoon San      |                |
| 2017   | Father is Strange              | Ahn Joong-Hee |                |
| 2021   | Bulgasal: Immortal Souls       | Ok Eul Tae    |                |